# T. Jefferson Parker
T. Jefferson Parker (Los Angeles, 1953) è uno scrittore e giornalista statunitense, autore di romanzi polizieschi ambientati in California, soprattutto nella Orange County. Ha vinto due volte il Premio Edgar.

## Opere
- Laguna calda (Laguna Heat) (1985) - Sperling & Kupfer, 1992 ISBN 8878242411
- Il cerchio del tradimento (Little Saigon) (1987) - Sperling & Kupfer, 1991 ISBN 8820011077
- Pacific Beat (1991)
- Una lunga estate di paura (Summer of Fear) (1993) - Sperling & Kupfer, 1997 ISBN 8878247227
- The Triggerman's Dance (1996)
- Where Serpents Lie (1998)
- Silent Joe (2001) Edgar Award 2002
- Una faida per Tom (Cold Pursuit) (2003) - Il Giallo Mondadori n. 2861, 4 novembre 2004
- California Girl (2004) Edgar Award 2005 - Il Giallo Mondadori n. 2887, 10 novembre 2005
- The Fallen (2006)
- Storm Runners (2007)
- Nero come il diamante (L.A. Outlaws) (2008) - Mondadori, 2009 ISBN 9788804591511
- The Renegades (2009)

### Serie di Merci Rayborn
- L'ora blu (The Blue Hour) (1999) - Il Giallo Mondadori n. 2730, 27 maggio 2001
- La luce rossa (Red Light) (2000) - Il Giallo Mondadori n. 2778, 28 aprile 2002
- Acque nere (Black Water) (2002) - Il Giallo Mondadori n. 2843, 26 febbraio 2004